# Ninja Tune
Ninja Tune è un'etichetta musicale indipendente di Londra, fondata nel 1991 dal duo Coldcut, con una forte propensione alla musica elettronica, alternative hip hop, hip hop strumentale, nu jazz, drum and bass e chillout.

## Artisti
- 9 Lazy 9
- Airborn Audio
- Ammoncontact
- Amon Tobin
- Animals on Wheel
- Antibalas Afrobeat Orchestra
- The bug
- Blockhead
- Bonobo
- Chris Bowden
- Cabbageboy
- Chocolate Weasel
- The Cinematic Orchestra
- Clifford Gilberto
- Coldcut
- Daedelus
- The Death Set
- DJ Food
- DJ Toolz
- DJ Kentaro
- DJ Vadim
- DK
- The Dragons
- Dwight Trible
- Dynamic Syncopation
- Emika
- Fink
- Flanger
- Fog
- Funki Porcini
- Ghislain Poirier
- The Heavy
- The Herbaliser
- Hex
- Helena Hauff
- Hexstatic
- Hint
- Homelife
- The Irresistible Force
- Jaga Jazzist
- Kid Koala
- King Cannibal
- Loka
- London Funk Allstars
- Nabihah Iqbal
- The Long Lost
- Max & Harvey
- Mr. Scruff
- Neotropic
- One Self
- Pest
- The Qemists
- Rainstick Orchestra
- Roots Manuva
- Sixtoo
- Skalpel
- Spank Rock
- Super Numeri
- The Poets of Rhythm
- T Love
- Treva Whateva
- Up, Bustle and Out
- Wagon Christ
- Yppah
- Zero db